# Sisymbrella aspera
Sisymbrella aspera là một loài thực vật có hoa trong họ Cải. Loài này được (L.) Spach miêu tả khoa học đầu tiên năm 1838.